# Laundry Service
A Laundry Service (jelentése kb. „mosószolgálat”) Shakira kolumbiai énekesnő első angol nyelvű albuma (hetedik), 2001. november 1-jén jelent meg, az Epic Records gondozásában. A 3. helyig jutott az USA-ban és az Egyesült Királyságban (miután újra kiadták, a második pozíciót sikerült megszereznie), Ausztráliában vezette a listákat. Az album olyan slágereket tartalmaz, mint a Whenever, Wherever vagy az Underneath Your Clothes. Shakira ezen albumával indult első világ körüli turnéjára, a Tour of the Mongoose-ra.

## Előmunkálatok
Miután az énekesnő ¿Dónde están los ladrones? és az MTV Unplugged lemezei átütő sikereket értek el, Shakira elérkezettnek látta az időt, hogy betörjön az angol piacra is 2000-ben. Először úgy volt, hogy az album régebbi dalainak fordításait fogja tartalmazni, ám Shakira úgy döntött, hogy inkább egy teljesen új lemezt készít. Az album elkészítése 1,5 évet igényelt.
Pár hónappal később bejelentették, hogy Shakira megírta a dalokat és már csak rögzíteni kell őket. Az album producerei Tim Michell és Lester Mendez voltak. A dalokat Miami-ben, Floridában, Nassau-ban a Bahamák-on a Compass Point stúdióban vették fel. Az albumon Luis Fernando Ochoa is segédkezett.
Az albumról 7 kislemezt másoltak ki: Whenever, Wherever, Suerte (Whenever, Wherever), Te Dejo Madrid, Underneath Your Clothes, Objection (Tango), Te Aviso, Te Anuncio (Tango), The One és a Que Me Quedes Tú-t. A Fool című dal csak Brazíliában jelent meg kislemezként, a Poem To a Horse pedig a 2004-ben megjelent élő albumának, a Live & Off the Record előfutára volt. Az albumból több mint 17 millió példány talált gazdára. Ez minden idők egyik legnagyobb példányszámban eladott lemeze.

## Megjelenés és fogadtatás
Néhány kritika megkritizálta a dalszövegeket, mondván, hogy Shakira angol tudása még nem elég jó ahhoz, hogy angolul énekeljen. A Rolling Stone magazin így fogalmazott: "Shakira varázsa elveszett a fordításokban" , de a legtöbben egyetértettek abban, hogy Shakira valami egészen különlegeset csinált. Laundry Service 2001. november 13-án jelent meg az USA-ban. Az album a 3. helyen debütált 202 000 eladott példánnyal. Az album 6 hónapot töltött a top 20-ban, köszönhetően két Number 1 dalnak. Az album 3x-os platinalemez lett 2002 júliusára, majd az év egyik legjobban fogyó albuma lett.
Az album a megjelenésének hetében Ausztráliában elérte az arany státuszt, azóta 5x-ös platinalemez lett. Az Egyesült Királyságban 2x platinalemez lett, Portugáliában pedig 2 hónapig vezette az albumeladási listát, ezzel 4x-es plania státuszt ért el. Törökországban az év legjobban fogyó albuma lett. A United World Chart szerint, Laundry Service a 21. század 9. legjobban fogyó albuma.
A listákon az album magas pozíciókban nyitott, köszönhetően az album legnagyobb slágerének a Whenever, Wherever-nek. Ausztráliában ez volt az év második legnépszerűbb dal, a UK-ben pedig a 9. helyet sikerült megszereznie az éves összesített listán.
Laundry Service valójában 2002 egyik legnépszerűbb albuma volt. Vezette a listákat Ausztráliában, Ausztriában, Kanadában, Mexikóban, Portugáliában, Új-Zélandon, Hollandiában, és Svájcban. A United Wold Chart-on a második helyig jutott. Az album elősegítette Shakirát, hogy elismerje a nagyvilág is.

## Más verziók
Az album Latin-Amerikában és Spanyolországban Servicio de Lavandería címen jelent meg (spanyol fordítása az angolnak) ugyanazokkal a dalokkal, csak más sorrendben. 
Objection (Tango) volt az első angol dal, amit Shakira írt. Minden egyes dal új volt a lemezen, kivéve az Eyes Like Yours, ami Shakira 1999 – es világslágerének, az Ojos Así – nak az angol fordítása. Habár ez volt Shakira első angol nyelvű albuma, mégsem volt 100%-ban angol, hiszen 4 spanyol nyelvű dal is található rajta.
2002-ben, Sony BMG újra kiadta az albumot Laundry Service: Washed & Dried címmel. Ezen 3 bónusz dal található, illetve egy bónusz DVD is járt hozzá.

## Számok
Minden dalnak Shakira volt a producere.

### Laundry Service
1. Objection (Tango) (Shakira) – 3:44
2. Underneath Your Clothes (Shakira, Lester Mendez) – 3:45
3. Whenever, Wherever (Shakira, Gloria Estefan, Tim Mitchell) – 3:16
4. Rules (Shakira, L. Mendez) – 3:40
5. The One (Shakira, Glen Ballard) – 3:43
6. Ready For The Good Times (Shakira, L. Mendez) – 4:14
7. Fool (Shakira, Brendan Buckley) – 3:51
8. Te Dejo Madrid (Shakira, T. Mitchell, G. Noriega) – 3:07
9. Poem to a Horse (Shakira, L. F. Ochoa) – 4:09
10. Que Me Quedes Tú (Shakira, L. F. Ochoa) – 4:48
11. Eyes Like Yours (Ojos Así) (G. Estefan, Shakira, J. Garza, P. Flores) – 3:58
12. Suerte (Whenever, Wherever) (Shakira, T. Mitchell) – 3:16
13. Te Aviso, Te Anuncio (Tango) (Shakira) – 3:43
14. Ojos Así (Shakira, J. Garza, P. Flores) – 3:58 [Japan Bonus Track]

### Servicio de Lavandería
1. Suerte (Whenever, Wherever) – 3:16
2. Underneath Your Clothes – 3:45
3. Te Aviso, Te Anuncio (Tango) – 3:43
4. Que Me Quedes Tú – 4:48
5. Rules – 3:40
6. The One – 3:43
7. Ready for the Good Times – 4:14
8. Fool – 3:51
9. Te Dejo Madrid – 3:07
10. Poem to a Horse – 4:09
11. Eyes like Yours (Ojos Así) – 3:58
12. Whenever, Wherever – 3:16
13. Objection (Tango) – 3:44

### Laundry Service: Washed & Dried Edition
1. lemez
1. Objection (Tango) – 3:44
2. Underneath Your Clothes – 3:45
3. Whenever, Wherever – 3:16
4. Rules – 3:40
5. The One – 3:43
6. Ready for the Good Times – 4:14
7. Fool – 3:51
8. Te Dejo Madrid – 3:07
9. Poem to a Horse – 4:09
10. Que Me Quedes Tú – 4:48
11. Eyes Like Yours (Ojos Así) – 3:58
12. Suerte (Whenever, Wherever) – 3:16
13. Te Aviso, Te Anuncio (Tango) – 3:43
14. Whenever, Wherever (Sahara Mix) – 3:57
15. Underneath Your Clothes (Acoustic Version) – 3:57
16. Objection (Tango) (Afro-Punk Version) – 3:53

2. lemez (DVD)
1. Objection (Tango) (MTV Video Music Awards Performance)
2. Making of Objection (Tango)
3. Objection (Tango) (videóklip)

## Slágerlisták
| Lista                                | Legjobb helyezés | RIAA besorolás | Eladott példányszám |
| ------------------------------------ | ---------------- | -------------- | ------------------- |
| Argentína                            | 1                | 2x platina     | 80 000              |
| Ausztrália                           | 1                | 5x platina     | 350 000             |
| Ausztria                             | 1                | 2x platina     | 80 000              |
| Belgium (Flandria)                   | 1                | platina        | 50 ,000             |
| Belgium (Vallónia)                   | 5                | platina        | 50 ,000             |
| Brazília                             | 1                | arany          | 50 000              |
| Kanada                               | 1                | 5x platina     | 500 000             |
| Dánia                                | 3                | platina        | 30 000              |
| Európa                               | 1                | 4x platina     | 4 000               |
| Finnország                           | 1                | 3x platina     | 90 140              |
| Franciaország                        | 5                | 2x platina     | 686 000             |
| Németország                          | 2                | 2x platina     | 400 000             |
| Magyarország                         | 1                | platina        | 15 000              |
| Olaszország                          | 2                |                |                     |
| Mexikó                               | 1                | 2x platina     | 300 000             |
| Hollandia                            | 1                | 2x platina     | 160 000             |
| Új-Zéland                            | 4                | 3x platina     | 45 000              |
| Norvégia                             | 1                | platina        | 40 000              |
| Lengyelország                        | 1                | platina        | 20 000              |
| Portugália                           | 1                | 4x platina     | 160 000             |
| Svédország                           | 1                | platina        | 60 000              |
| Svájc                                | 1                | 5x platina     | 200 000             |
| Amerikai Egyesült Államok            | 3                | 3x platina     | 3 870 000           |
| Amerikai Egyesült Államok internetes | 6                | 3x platina     | 3 870 000           |
| Egyesült Királyság                   | 2                | 2x platina     | 897 000             |
| Világ                                | 1                | 6x platina     | 13 000 000+         |

## Grammy jelölések
- Latin Grammy Award: A legjobb videóklip
- Latin Grammy Award: Legjobb rock dal – Mala Gente

## Munkatársak
- Shakira – ének, szájharmonika
- Emilio Estefan Jr. – ütős hangszerek
- Tim Mitchell – gitár, mandolin
- Lester Mendez – fúvós hangszerek, zongora
- Luis Fernando Ochoa – gitár, billentyűs hangszerek
- Jorge Calandrelli – zongora
- Adam Zimmon – gitár
- Tim Pierce – gitár
- Brian Ray – gitár
- Paul Bushnell – basszusgitár
- Julio Hernandez – basszusgitár
- Pablo Aslan – akusztikus gitár
- Brendan Buckley – dob
- Abe Laboriel Jr. – dob

## Külső hivatkozások
- A hivatalos Shakira-weboldal
- Shakira MySpace
- Amazon.com kritika
- Artist Direct kritika Archiválva 2010. február 1-i dátummal a Wayback Machine-ben